# Achas
Achas (oficialmente San Sebastián das Achas) es una parroquia española del municipio de La Cañiza, perteneciente a la provincia de Pontevedra, en la comunidad autónoma de Galicia.

## Toponimia
El lugar puede aparecer referido como «Achas», «As Achas», «San Sebastián de las Achas» y «San Sebastián das Achas».

## Historia
Hacia mediados del siglo XIX, el lugar, por entonces referido como una villa, tenía contabilizada una población de 1488 habitantes. Aparece descrito en el primer volumen del Diccionario geográfico-estadístico-histórico de España y sus posesiones de Ultramar de Pascual Madoz con las siguientes palabras:

ACHAS (S. Sebastian de las): v. en la prov. de Pontevedra (6 leg.), dióc. de Tuy (5), part. jud. y ayunt. de Cañiza (1): sit. al O. de la cap. del part. y sobre el camino de Tuy á Ribadavia, con cielo despejado y clima sano: unas 290 casas distribuidas en pequeños grupos forman esta pobl. rural cuya igl. parr. (S. Sebastian), es bastante capaz: el curato de provision ordinaria y el cementerio en nada perjudica á la salud pública. El térm. confina por N. con el de S. Julian de Petan, por E. con la v. de Cañiza, al S. con el monte-sierra de la Canda y felig. de Santiago de Parada, y al O. con Sta. Maria de Franqueira: inmediato á la deteriorada casa-palacio del conde de Cervellon, y del mismo dueño, hay un muro conocido con el nombre de Ciudad y en el que se distinguen algunas señales que se creen vestigios de cuándo fué habitado por los moriscos; este monumento ant., está cirunvalado por dos riach. que bajando de Petan se unen al titulado r. Deva, que cruza la citada carretera de Castilla, y se dirige á unirse al Mino: el terreno participa de monte arbolado, prados de pasto y es escelente para el cultivo de cereales y viñedo: los caminos locales son malos, y poco menos la mencionada carretera: el correo se recibe en Cañiza: prod. con abundancia maiz, centeno, legumbres, lino, castañas y algun vino; cria ganado lanar y vacuno. Pobl. 296 vec.: 1488 alm.; contr. con su ayunt. (V.).
(Madoz, 1845, p. 77)

En 2022, tenía empadronados 599 habitantes.

## Patrimonio
Hay en la parroquia una iglesia de San Sebastián.